# Transmission (canção)
"Transmission" é o primeiro single da banda britânica de pós-punk Joy Division, lançado em Novembro de 1979 pela Factory Records, e relançado em Setembro de 1980. A faixa ganhou algum destaque após a banda realizar uma performance num programa do canal BBC2, Something Else, no dia 15 de setembro de 1979.

## Recepção
Greil Marcus escreveu um capítulo sobre a música no livro The History of Rock 'n' Roll in Ten Songs. De acordo com Marcus, "Transmission não é uma discussão. É a dramatização da percepção de que o ato de escutar rádio é um gesto suicida. Vai matar a sua mente. Vai roubar sua alma." Marcus também cita o baixista da banda Peter Hook sobre a importância da música: "Fizemos uma verificação do som em Mayflower, em maio, e tocamos Transmission: pessoas moveram-se de todos os lados e pararam para ouvir. Eu percebi que era a nossa primeira música importante."

## Legado
Em maio de 2007, a revista NME posicionou "Transmission" no número 20 da sua lista "Greatest Indie Anthems Ever", um lugar abaixo de "Love Will Tear Us Apart". Em 2016, Pitchfork posicionou "Transmission" no número dez da lista "The 200 Best Songs of the 1970s".

## Versõescover
As seguintes bandas fizeram versões cover de "Transmission": Low (no seu EP Transmission); Bauhaus (assim como o vocalista Peter Murphy na sua turnê solo); Innerpartysystem; The Weather Station; Girl in a Coma; e Hot Chip no álbum de caridade War Child Presents Heroes. Foi tocada pelos The Smashing Pumpkins em uma turnê de 1998. Também foi tocada pelo elenco de Control, um filme biográfico sobre a vida de Ian Curtis.

## Faixas
Ambas compostas por Ian Curtis, Peter Hook, Bernard Sumner e Stephen Morris.
1. "Transmission" – 3:36
2. "Novelty" – 3:59